# Oberkirche (Arnstadt)

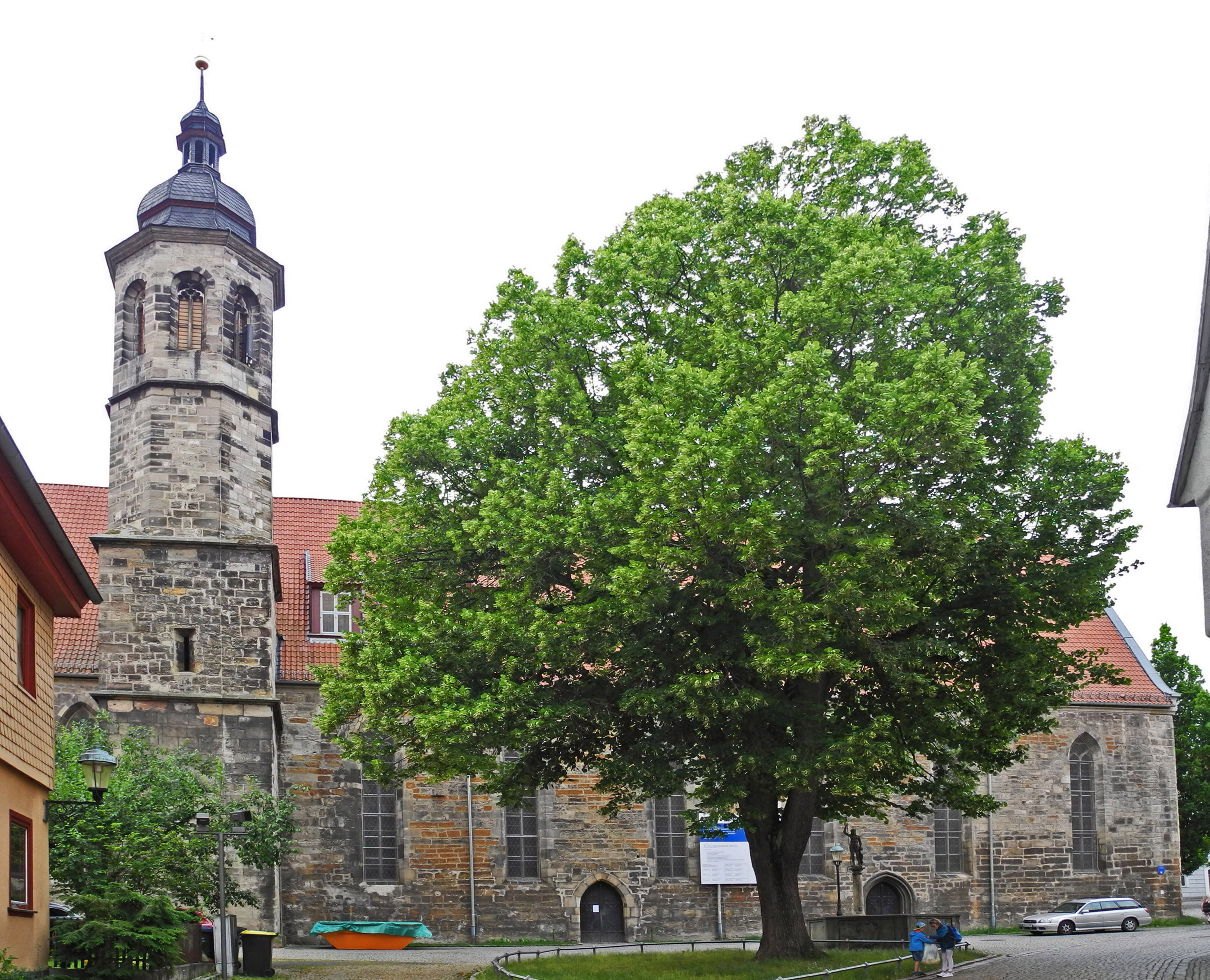
Die Oberkirche von Norden (2017)

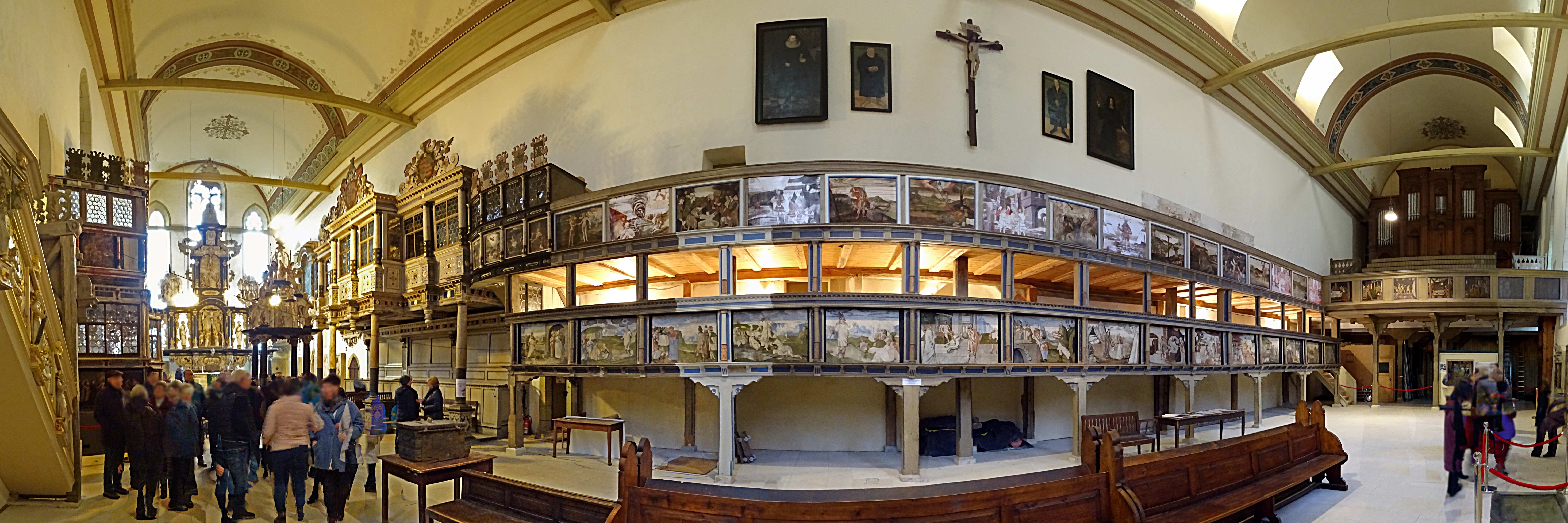
Innenraum-Panorama (2019)

Die Oberkirche in Arnstadt ist eine im 13. Jahrhundert errichtete ehemalige Franziskanerkirche in Arnstadt, Thüringen. Seit 1538 wird sie von der evangelischen Kirchgemeinde Arnstadt genutzt, die zum Kirchenkreis Arnstadt-Ilmenau der Evangelischen Kirche in Mitteldeutschland gehört. Sie steht unter Denkmalschutz.

## Gebäude

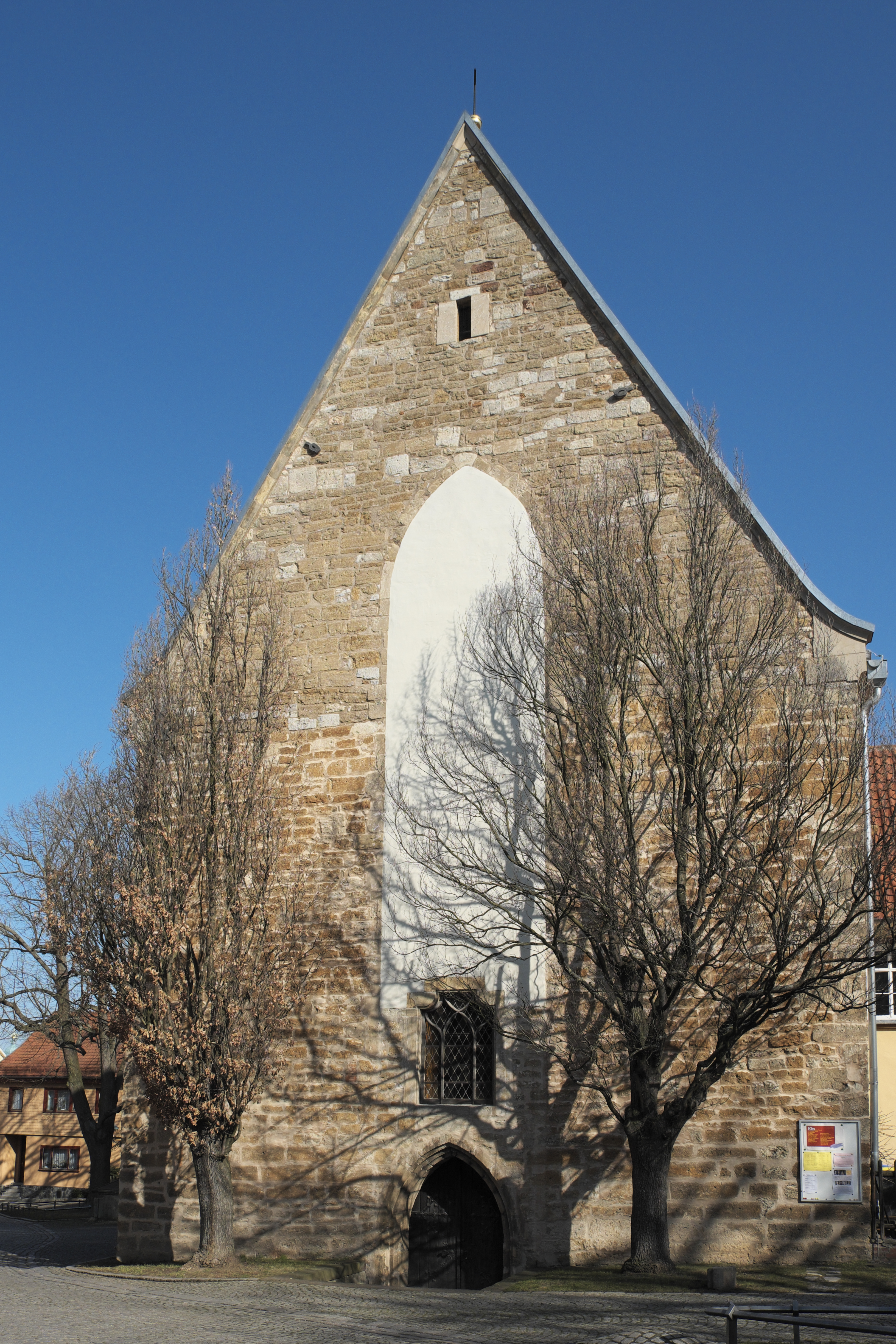
Der Westgiebel (2015)

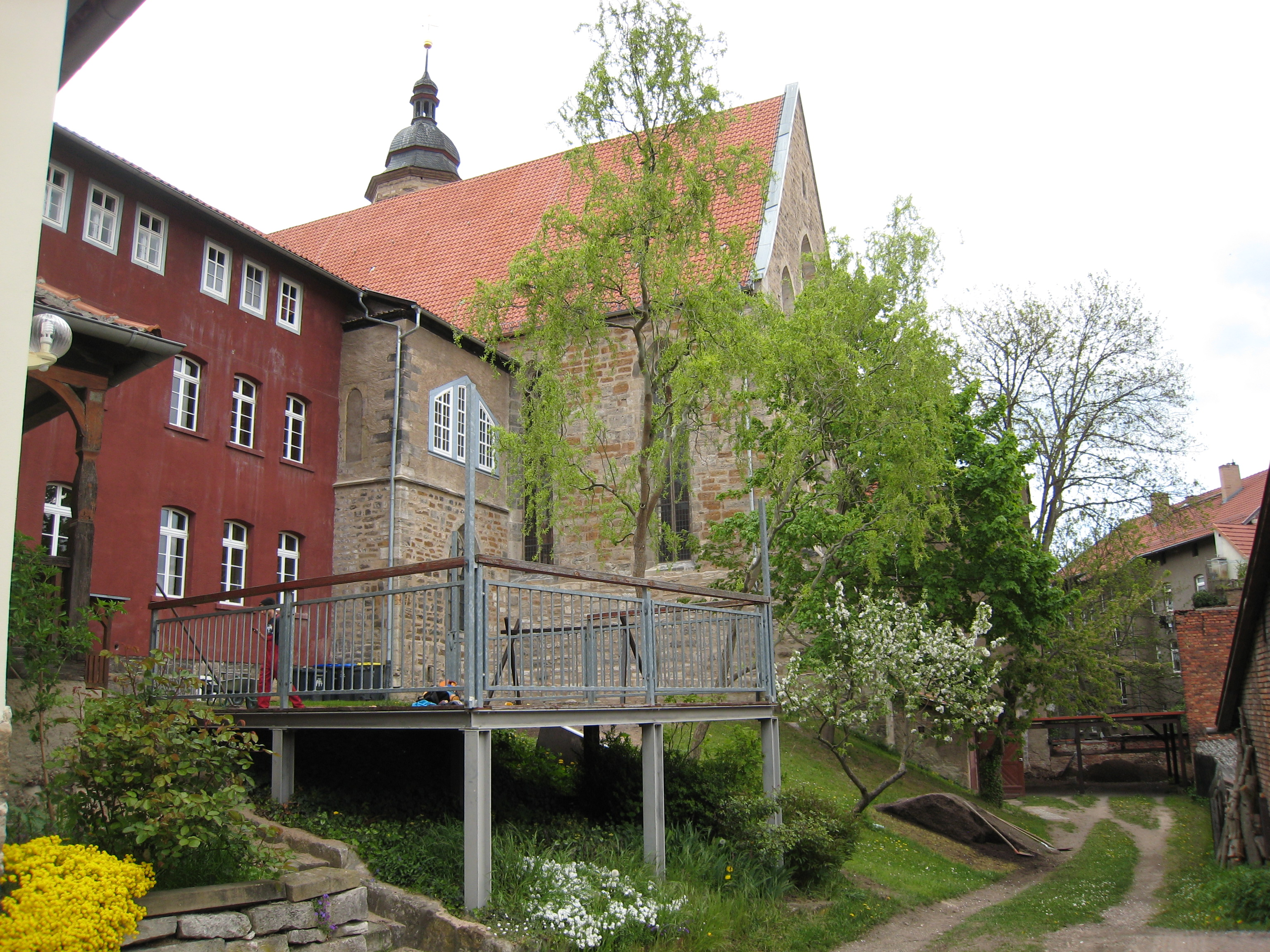
Rückseite mit Konventsgebäude (2014)

Die Kirche steht auf einer Anhöhe am südlichen Rand der Arnstädter Altstadt. Es handelt sich um ein langes, rechteckiges, einschiffiges Gebäude aus unverputztem Bruchstein und einem Satteldach. Der Innenraum hat eine Größe von 60 × 11 Metern und wird oben durch ein hölzernes Tonnengewölbe abgeschlossen. Die gerade Ostwand hat drei hohe Fenster mit Maßwerkabschluss. Das mittlere ist dreibahnig und wird von zwei niedrigeren, zweibahnigen Fenstern flankiert. An den Ecken der Ostwand befinden sich vierfach abgetreppte Strebepfeiler. Die Nordseite hat mehrere zweigeteilte Spitzbogenfenster, während die Südwand – bis auf zwei Fenster im Chorbereich – wegen der anschließenden Konventgebäude fensterlos ist. Im westlichen Teil der Nordwand gibt es ein vermauertes spätromanisches Fenster (um 1250), möglicherweise von einem Vorgängerbau. An der Nordseite befindet sich ein nachträglich angebauter Kirchturm. An der Südseite gibt es noch einen Binnenhof mit einem kleinen Kreuzgang, von dem aus die Konventsgebäude erschlossen sind.
Der Innenraum ist heute vor allem durch den großen frühbarocken Altar, die Fürstenstände und Emporen und das Taufbecken geprägt, welche alle aus dem 17. Jahrhundert stammen. Zahlreiche Gemälde aus derselben Zeit zeigen biblische Szenen und schmücken die Balustraden der Emporen.

## Geschichte
Die ersten Brüder des 1210 gegründeten Franziskanerordens kamen 1246 von Gotha, wo sie ihre 1225 gegründete Niederlassung verlassen mussten, nach Arnstadt. Die auch Barfüßer genannten Franziskaner, die zur Sächsischen Ordensprovinz (Saxonia) gehörten, fanden in Arnstadt offenbar gute Aufnahme und begannen auf einer Anhöhe in der Altstadt mit der Errichtung von Kirche und Kloster, das 1266 erstmals urkundlich erwähnt wird. Die Gebäude wurden entsprechend der Ordensregeln schlicht – als Bettelordenskirche – gehalten. Auf einen Turm wurde zunächst verzichtet. Der Bau des Konventsgebäudes zog sich bis ins 14. Jahrhundert hin. 1461 wurde in der Nordwand ein Glockenturm eingebaut, durch den auch die starke Verformung der Nordwand des Kirchenschiffs unterbunden werden konnte. 1498 erhielt die Barfüßerkirche einen kunstvoll geschnitzten gotischen Flügelaltar, der heute in der Liebfrauenkirche steht.
Nach Einführung der Reformation in Arnstadt 1533 wurde den Franziskanern 1538 eine kurze Bedenkzeit gewährt, sich zur Reformation zu bekennen. Diese schlugen sie jedoch aus und mussten dann das Kloster unter „großem Zorn“ räumen. 1539 fielen die Kirche an die Stadt Arnstadt und das Kloster an das Grafenhaus. Auf Initiative von Günther XL. Graf von Schwarzburg-Blankenburg wurde 1540 eine gräfliche Erziehungsanstalt eröffnet. Der Sohn Graf Günther XLI. schloss die Anstalt 1561 und übergab das Kloster an Leo von Packmor, Oberst des Grafen, als Alterswohnsitz.
Nach dem Stadtbrand 1581 gab Packmor das Klostergebäude erst als Notunterkunft, später nach seinem Tod (1583) testamentarisch für die Kirche und Schule frei. Da die Bonifatiuskirche (Vorgängerbau der Bach-Kirche) dem Stadtbrand zum Opfer gefallen war, wurde die ehemalige Barfüßerkirche, nun Oberkirche genannt, Hauptkirche der Stadt. 1588 wurde die Orgel erstmals erneuert. Die u. a. durch von Packmor gespendete Kanzel wurde 1589 geweiht. Sein Legat bildete auch die Grundlage für die wertvolle Bibliothek der Kirche. Ende des 16. Jahrhunderts wurden das Untergeschoss des Adelsstandes links des Altars sowie die unteren Emporen errichtet. 1609 bis 1610 wurde die Decke renoviert. 1611 wurde eine neue Orgel von Ezechiel Groitzscher, Eisleben errichtet. Danach wurden im Kircheninneren die wertvollen und heute noch im Wesentlichen vorhandenen Ausstattungen über dem oberen Teil des Adelsstands, den Fürstenstand, die Kanzel (1625), die Taufe (1639) bis hin zum dreigeschossigen Hochaltar (1641) eingebaut. Nach der barocken Ausstattung von Kanzel und Altar durch den Arnstädter Künstler Burchard Röhl kamen die 1624 die alte Kanzel und 1642 der gotische Altar in die Liebfrauenkirche, wo sie heute noch zu sehen sind.
1640 bis zu seinem Tod 1692 war Heinrich Bach Organist an der Barfüßerkirche. 1715 wurden weitere Emporen eingebaut und die Kanzel verändert. 1725 wurden das jetzige Tonnengewölbe und die Mansardenfenster durch den Zimmermeister Lange eingebaut und dabei auch die erforderlichen Eingriffe in die Dachkonstruktion (zusätzliche Konstruktionshölzer auf der Gespärreinnenseite zur Befestigung der Tonnenschalung mit neuem und engeren Radius) vorgenommen. Der zweite Bach an der Orgel der Barfüßerkirche war Johann Ernst (1683–1739), der ab 1728 bis zu seinem Tod auch die Orgel in der Liebfrauenkirche spielte. 1746 erhielt der Turm anstelle des vermutlich vormals vorhandenen steilen Pyramidendaches eine barocke Turmhaube. Zwei Jahre später wurde wohl das Kirchendach neu eingedeckt. Mit dem von 1751 bis 1756 bzw. 1760 währenden Einbau einer neuen Orgel durch Johann Stephan Schmaltz ging eine Epoche wesentlicher Bautätigkeit zu Ende.
Am Ende des 19. Jahrhunderts wurde über einen extrem schlechten baulichen Zustand der Oberkirche berichtet. Daraufhin wurde 1899 mit umfassenden Restaurierungsmaßnahmen begonnen, die bis 1901 währten. Viele Kirchenstände wurden ausgebaut, die Tonnendecke verputzt, die im Fußboden liegenden Grabsteine und Epitaphien aufgestellt, der Betonfußboden eingebracht und die Kirche ausgemalt. 1902 erfolgte der Einbau einer neuen Orgel durch die Firma Wilhelm Sauer. 1909 erhielt die Kirche eine Dampfheizung.
1942 musste die Glocke, die 1587 von Melchior Möring gegossen wurde, für Kriegszwecke abgeliefert werden. 1946 wurde auf Beschluss des Gemeindekirchenrats der „Klengel“ aus der Liebfrauenkirche in der Oberkirche aufgehängt. Während des Zweiten Weltkrieges wurde durch einen Bombentreffer das Dach teilweise abgedeckt und das Tonnengewölbe auf ca. 10 m² durchgeschlagen, zudem gab es einen Mauerdurchschuss von ca. 1 m², und vier Altarfenster wurden völlig zertrümmert. Nach den erforderlichen Arbeiten und dem Ausbau der Emporen von 1715 wurde die Kirche 1947 wieder in Gebrauch genommen und die Pfarrstelle 1949 wieder besetzt.
Schon 25 Jahre später zeichneten sich wieder schwere Schäden an der Substanz ab. Undichtigkeiten am Dach schädigten Konstruktion und Ausstattung, sodass es 1977 zur Schließung der Oberkirche kam. Sanierungsrückstand und eindringender Regen führten in den Jahren zu starkem Verfall der Innenausstattung. Der nördliche Adelsstand sowie die Kanzel wurden ausgebaut und eingelagert, ebenso die Figuren des Taufbeckens. Die Sauer-Orgel aus der Gründerzeit war nicht mehr funktionstüchtig.
Nach der Wende wurde die Kirche schrittweise saniert. Die historischen Ausstattungsstücke wurden nach der Mauerwerksanierung wieder an die ursprünglichen Stellen eingebaut. Weitere Gebäude des Klosters dienen heute der evangelisch-lutherischen Kirchgemeinde Arnstadt als Diensträume, Wohnung und Gemeindezentrum.

## Ausstattung

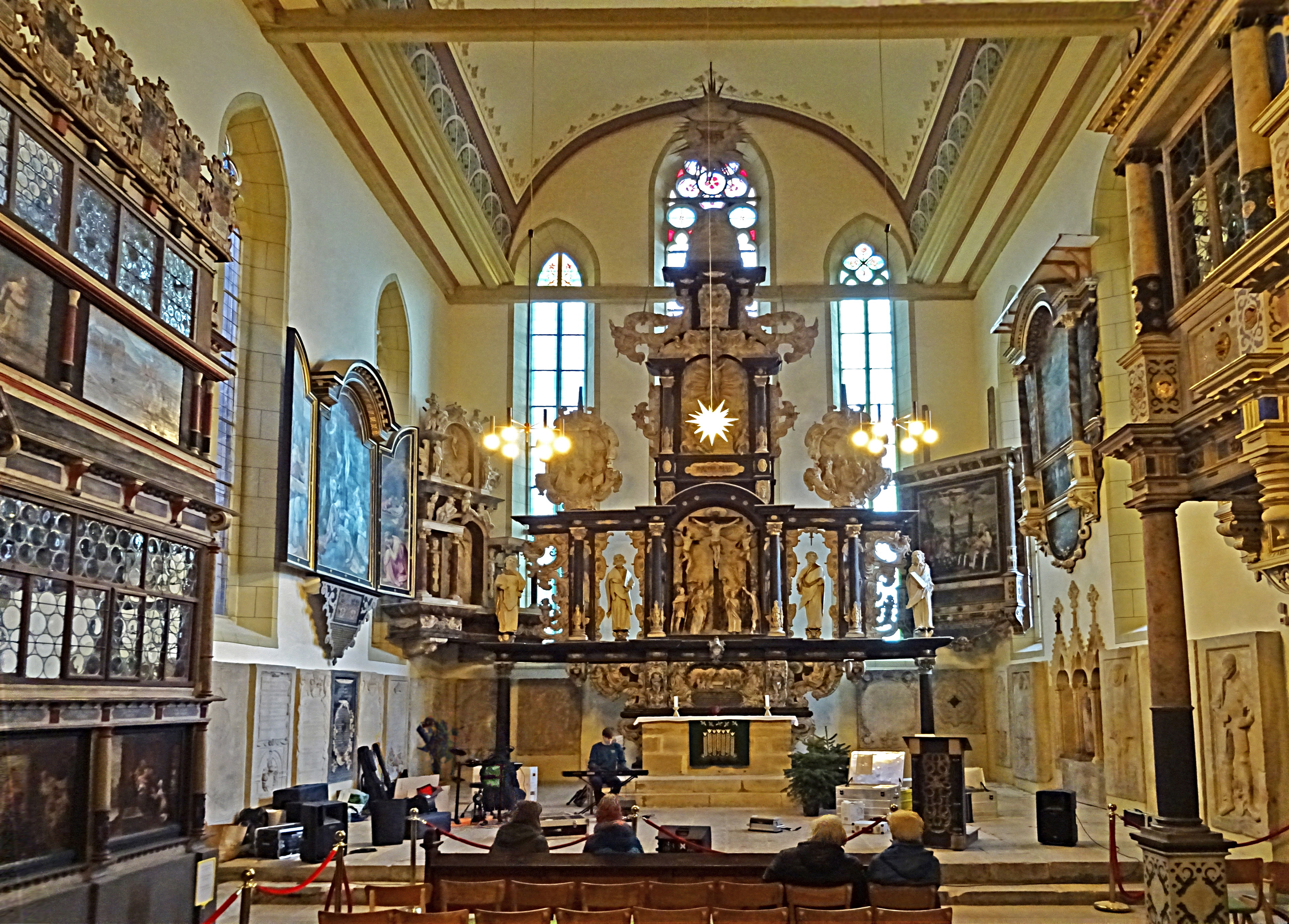
Chor

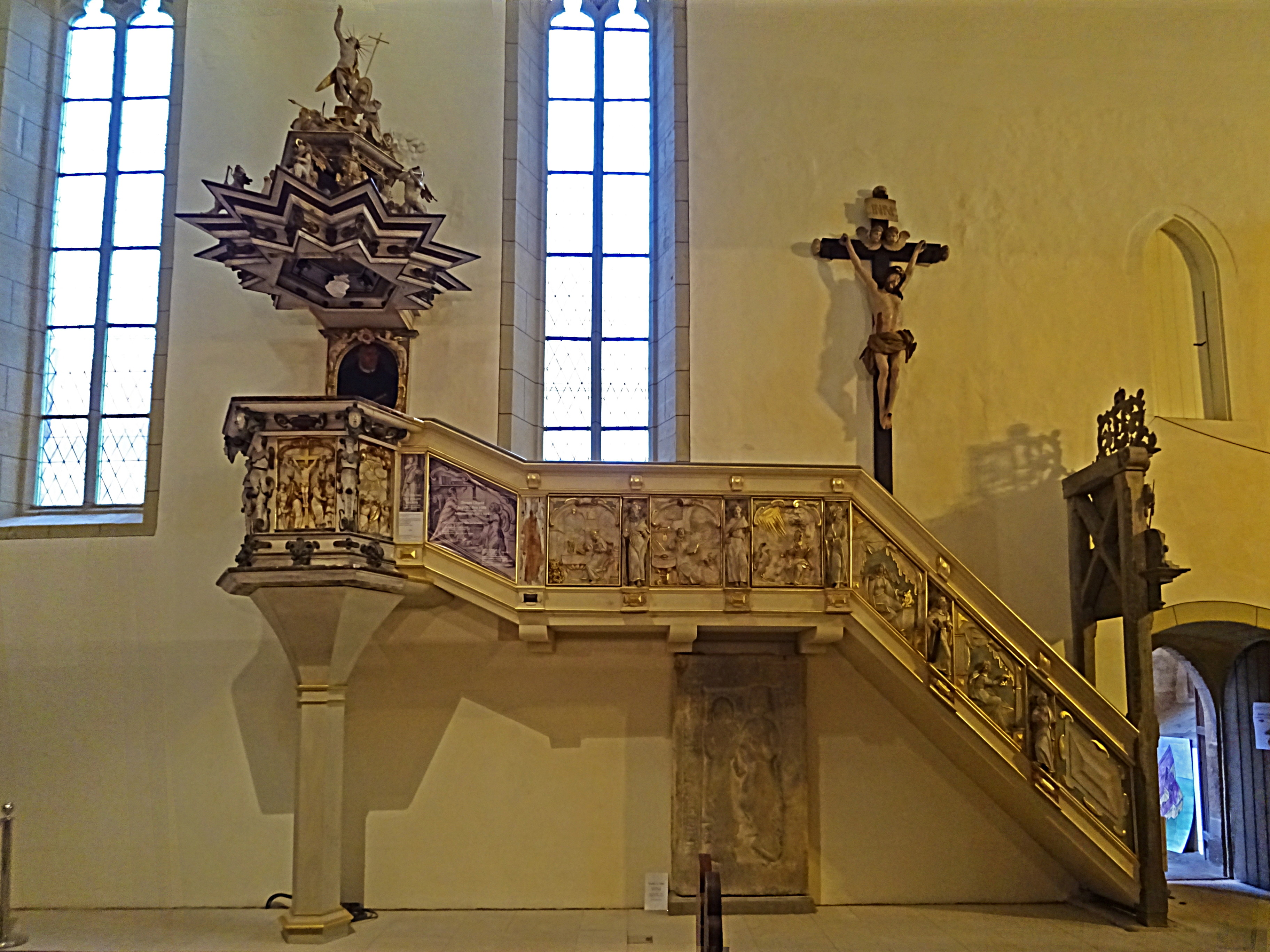
Kanzel

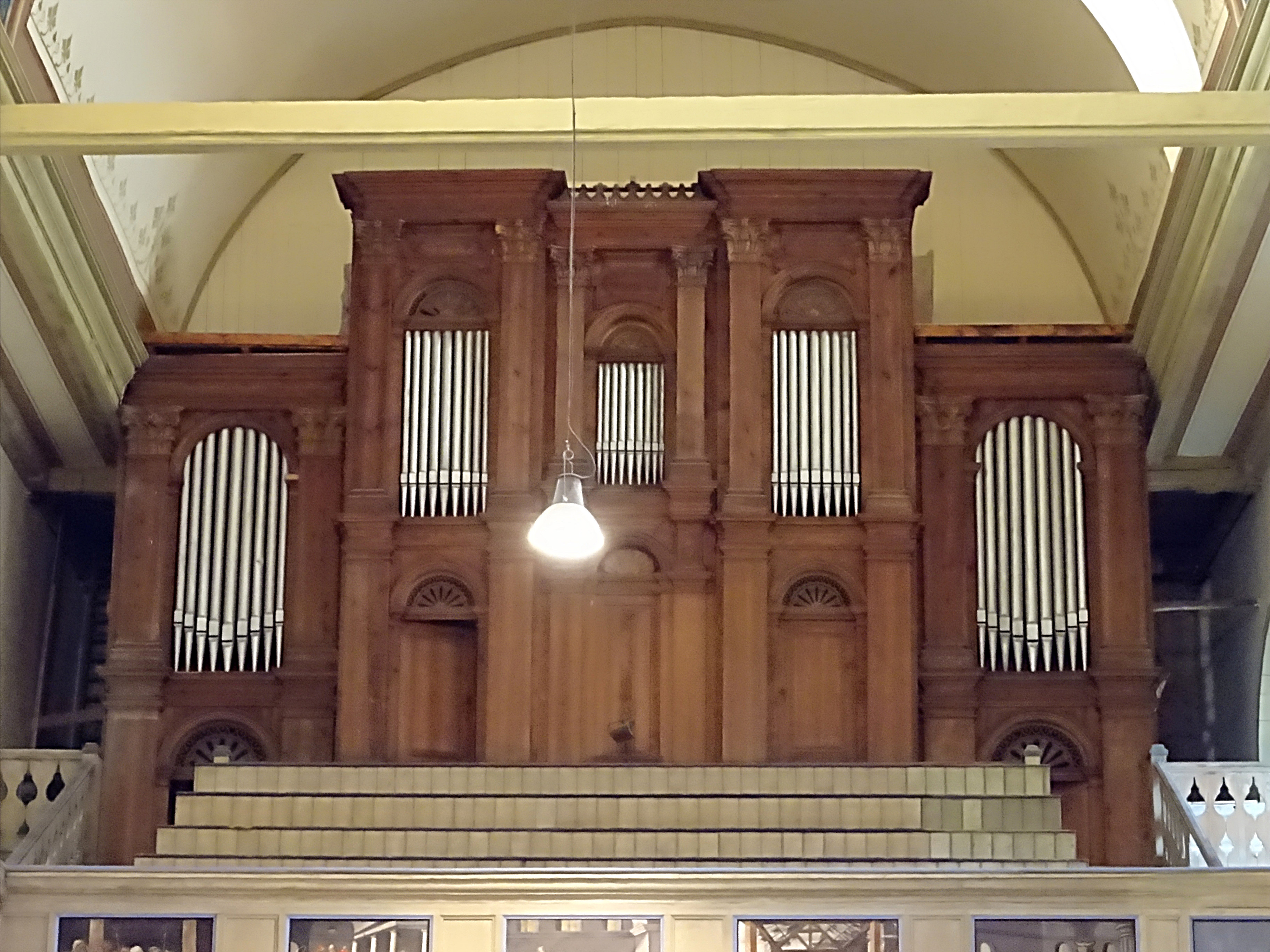
Sauer-Orgel

- Gotisches hölzernes Wandkruzifix (um 1350)
- Zelebrantensitze
- Adelsstand (ca. 1590)
- Fürstenstand (1595)
- Stand der Gräfin Katharina (1595)
- Emporen mit Malerei, ca. 1600 nach der Vorlage von Holzschnitten einer 1547 bei Johann Krafft (Wittenberg) gedruckten Bilderbibel. Malerei an der Empore an der Westseite der Kirche mit Bildern aus der Kindheit Jesu.
- Kanzel, geweiht Ostern 1625
- Kruzifix von Burchard Röhl (um 1630), das seinen Standort auf der Altarstufe hatte.
- Taufstein in Holz und Metall von Burchard Röhl (1639)
- Hochaltar, von Graf Günther XLII. gestiftet, 1641 von Burchard Röhl (Arnstadt) geschaffen und Ostern 1642 geweiht, mit insgesamt 33 Figuren und sechs Bildern.
- der kleine Gräfinnenstand (1645)
- Verschiedene Gemälde von Geistlichen sowie Luther und Melanchton aus verschiedenen Zeiten, z. Z. eingelagert
- Gemälde des Superintendenten Johann Gottfried Olearius (1635–1711) sowie zwei Gemälde (nach 1737) vom Hofmaler Gottfried Wunderlich.
- Bildnis (um 1810) des Diakons Johann Carl Umbreit († 1820)
- Orgel der Firma Wilhelm Sauer (1902).

## Epitaphe und Grabsteine

### Nordwand
- Epitaph für D. Nicolaus Scheller, Schwarzburgischer Rat († 1581), dreiflügeliges Altarretabel, das die Gräfin Katharina 1594 aus dem Inventar des Schlosses Neideck in die Kirche gestiftet hat. Durch das Gemälde des niederländischen Malers Frans Floris († 1572) ist es wohl das bedeutendste Kunstwerk der Oberkirche. Eine zugefügte Gedenktafel erinnert an Graf Günther XLI.
- Epitaph für Catharina Güttich († 1628, 34 Jahre), Ehefrau des Kanzlers Johann Caspar Güttich (gestaltet von Burchard Röhl, Arnstadt 1629)
- Grabplatte Katharina von Witzleben († 1501)
- Grabplatte Kanzler Dr. Andreas Gerhard, Schwarzburgischer Rat († 1623)
- Grabplatte Sophia Elisabeth Tentzel († 1694)
- Grabplatte Kinder des Superintendenten Tentzel († 1685)
- Grabplatte Superintendent Dr. Jacob Tentzel († 1673)
- Grabplatte Obristleutnant Hartenack Christian v. Wangelin auf Vilis Braunschweig-Lüneburg († 1678)
- Grabplatte Utha von Schwarzburg, geb. von Henneberg-Hartenberg († 1346)
- Grabplatte vermutlich eines Ritters von Witzleben  († 1520)

### Ostwand
- Epitaph Kanzler Hieronymus Hedenus († 1670)
- Epitaph Bürgermeister Erasmus Kilian, 1545 Bürgermeister († 1576, auf dem Alten Friedhof bestattet), Auferstehungsbild: Auferstandener, Siegesfahne, schlafende Wächter unten Engel mit Wappen von Kilian; von Steinmetz Donath Fritzsch (Zeichen oben rechts)
- Grabplatte Kanzler Dr. Heinrich Schneidewein († 1580), Cranach-Arbeit
- Grabstein Georg Fischer († 1505), Besitzer der Schmelzhütten (Am Kupferrasen, Arnstadt). Es ist der künstlerisch bedeutsamste Stein. Er stellt die Gregorsmesse dar.
- Grabplatte Catharina († 1492)
- Grabplatte Kanzler Hieronymus Hedenus († 1670), Lutherrose mit Bronzeplatte

### Südwand
- Epitaph Landrentmeister Christoph Kirchberger († 1593), Schwarzburgischer Rat
- Epitaph Landrentmeister Ludwig Koch († 1620), Schwarzburgischer Rat
- Epitaph Leo von Packmor († 1583), Oberst unter Graf Günther dem Streitbaren (ausgelagert)
- Grabplatte Landrentmeister Ludwig Koch († 1621)
- Grabplatte Landrentmeister Christoph Kirchberger († 1593)
- Grabplatte Kanzler Johannes Börner († 1587)
- Grabplatte Ritter Rudolf von Hopfgarten († 1529)
- Grabplatte Leo von Packmor († 1583)